# 불가리아 사회당
불가리아 사회당(불가리아어: Българска социалистическа партия, БСП; Bulgarska sotsialisticheska partiya, BSP)은 1894년 불가리아의 사회민주주의, 사회보수주의, 친유럽주의 경향을 보이는 정당으로 이 정당의 근원은 불가리아 공산당의 토도르 지프코프 일파에 있다. 현재 이 정당의 당수는 아타나스 자피로프이지만 당원들로부터 인정받지 못해 내분에 빠졌다.